# Mastododera vicina
Mastododera vicina är en skalbaggsart som beskrevs av Jean François Villiers 1982. Mastododera vicina ingår i släktet Mastododera och familjen långhorningar.
Artens utbredningsområde är Madagaskar. Inga underarter finns listade i Catalogue of Life.